# Становской сельсовет (Тимский район)
Становско́й сельсовет — муниципальное образование со статусом сельского поселения в Тимском районе Курской области.
Административный центр — село Становое.

## История
Статус и границы сельсовета установлены Законом Курской области от 21 октября 2004 года № 48-ЗКО «О муниципальных образованиях Курской области».

## Население
| 2002  | 2010  | 2012  | 2013  | 2014  | 2015  | 2016  |
| ----- | ----- | ----- | ----- | ----- | ----- | ----- |
| 1886  | ↘1637 | ↘1624 | ↘1620 | ↘1599 | ↘1585 | ↗1592 |
| 2017  | 2018  | 2019  | 2020  | 2021  |       |       |
| ↗1595 | ↘1585 | ↘1560 | ↘1537 | ↘1463 |       |       |

## Состав сельского поселения
| №  | Населённый пункт | Тип населённого пункта       | Население |
| -- | ---------------- | ---------------------------- | --------- |
| 1  | 3-е Выгорное     | село                         | ↘287      |
| 2  | Бродок           | хутор                        | ↗80       |
| 3  | Гнилое           | село                         | ↘289      |
| 4  | Гнилуши          | хутор                        | ↘124      |
| 5  | Дуброва          | хутор                        | ↘3        |
| 6  | Кленовое         | хутор                        | ↘1        |
| 7  | Красный Октябрь  | хутор                        | ↘15       |
| 8  | Отрадное         | хутор                        | ↘3        |
| 9  | Разлив           | хутор                        | ↘24       |
| 10 | Становое         | село, административный центр | ↘801      |
| 11 | Трошиновка       | хутор                        | ↘10       |